# Alocasia navicularis
Alocasia navicularis är en kallaväxtart som först beskrevs av Karl Heinrich Koch och Carl David Bouché, och fick sitt nu gällande namn av Karl Heinrich Koch och Carl David Bouché. Alocasia navicularis ingår i släktet Alocasia och familjen kallaväxter. Inga underarter finns listade.